# La piovra (miniserie televisiva)
La piovra è una miniserie televisiva italiana del 1984, prima miniserie dell'omonima saga.
Miniserie in sei puntate per la regia di Damiano Damiani, è andata in onda la prima volta in Italia dal 12 marzo 1984 al 19 marzo 1984 ogni domenica e lunedì alle 20:30 su Rai 1. È stata la precorritrice delle odierne serie TV.
Il cast comprendeva Michele Placido, Barbara De Rossi, François Périer, Florinda Bolkan, Angelo Infanti, Nicole Jamet, Cariddi Nardulli, Renato Mori, Flavio Bucci, Renato Cecchetto, Jacques Dacqmine, Paul Guers, Geoffrey Copleston, Massimo Bonetti, Eurilla del Bono e Pino Colizzi.
Al primo passaggio TV in Italia, registrò un'irresistibile ascesa di audience con il passare delle puntate: si passò infatti dagli 8 milioni di telespettatori del primo episodio ai 15 milioni del sesto.

## Trama
In una città della Sicilia viene trovato assassinato il commissario Augusto Marineo, capo della squadra mobile della locale Questura. Apparentemente, tutto lascia supporre si tratti di uno dei tanti delitti di mafia che insanguinano la città e tutta la Sicilia.
L'incarico di Marineo viene affidato al commissario Corrado Cattani, che arriva da Milano, sotto consiglio e supervisione del professor Sebastiano Cannito, suo maestro alla scuola di Polizia. Durante i primi sopralluoghi, Cattani incontra un suo ex allievo, Leo De Maria, da tempo attivo in Sicilia, che lo accompagna al funerale della ricca marchesa Eleonora Pecci Scialoia, morta suicida in circostanze misteriose, lasciando come unica erede una figlia, Raffaella detta Titti, caduta da molto tempo nel tunnel dell'eroina.
La modalità dell'omicidio di Marineo, avvenuto la stessa notte del suicidio della marchesa Pecci Scialoia, costituisce il punto di partenza delle indagini. I sospetti cadono su Sante Cirinnà, ufficialmente proprietario di un autosalone ma in realtà noto trafficante di droga che tiene in pugno molti ragazzi tossicodipendenti della città, tra i quali c'è anche Titti. Cattani viene ben presto in contatto con i notabili della città: banchieri, avvocati e politici lo accolgono nei loro ricevimenti, nel tentativo, più o meno esplicito, di ottenere la sua compiacenza e riservando a sua moglie, la pittrice Else, originaria della Svizzera francese, e alla loro figlia Paola gentilezze ed attenzioni. Il commissario però, che in questi frangenti fa la conoscenza dell'avvocato Terrasini e della contessa Olga Camastra, nobildonna ricca e misteriosa, proprietaria di diverse imprese, ostenta il suo distacco da ogni possibile coinvolgimento.
Con l'arrivo di Cattani, le indagini sul delitto Marineo subiscono un'impennata. Il commissario non si fida di nessuno e si insospettisce dello strano comportamento reticente e poco collaborativo dell'ex braccio destro del suo predecessore, il vicecommissario Giuseppe Altero.
De Maria, intanto, scopre che il fratello della sua fidanzata, Anna Caruso, è un detenuto legato alla mafia trasferito in Sicilia, ed è a conoscenza di fatti importanti sulla morte di Marineo. De Maria riesce a farseli svelare ma non fa in tempo a esporli a Cattani perché viene immediatamente ucciso da un sicario di Cosa Nostra. Anche il fratello di Anna di lì a poco viene assassinato in carcere.
Cattani non si scoraggia e prosegue le indagini. Si reca da Titti Pecci Scialoia per ottenere informazioni sulla morte di sua madre e resta colpito dalla solitudine e dalla depressione della ragazza, che in breve tempo si innamora di lui.
Cattani non vive un periodo familiare felice, il suo matrimonio è in crisi da tempo, la situazione si aggrava ancora di più quando Else gli confessa di averlo tradito con Nanni Santamaria, un giornalista, proprietario di una TV locale, Tele Sicilia Occidentale, strettamente legato alla mafia cittadina, nonostante sia il fratello di Don Manfredi, coraggioso parroco antimafia della città, che gestisce una comunità di recupero per tossicodipendenti, in cui lavora anche Anna.
ll radicato spirito di servizio viene prima di ogni altra cosa, ed il commissario non esita a sfruttare il sentimento di Titti (della quale anche lui si innamora) per condurla a farsi raccontare la verità. La ragazza rivela che è stato Cirinnà a uccidere, nella stessa notte, sia sua madre che il commissario Marineo, i quali erano legati da una relazione extraconiugale, per vendicarsi di entrambi che lo accusavano di aver portato alla rovina Titti fornendole l'eroina e in particolare del commissario che non aveva voluto proteggere i suoi traffici di droga. Cirinnà, minacciando Titti e tenendola legata a sé con l'eroina, l'aveva costretta a una relazione con lui e obbligata a rivolgersi al vicecommissario Altero, grande amico di Marineo, che poi avrebbe messo in scena una versione dei fatti molto diversa dalla verità: la madre suicida e Marineo trasportato in macchina in un luogo di periferia della città per far credere a tutti che fosse morto in un agguato.
Il commissario, per incastrare Cirinnà, lo fa ingelosire mostrandosi assieme a Titti nelle feste dell'alta società cittadina, poi sfida direttamente il narcotrafficante nel suo autosalone promettendogli di mandarlo in galera. A Cirinnà non resta che ucciderlo, ma al momento dell'agguato capisce di essere finito in trappola: Cattani che lo stava aspettando, lo arresta. Mentre è in cella dalle indagini emerge che l'avvocato Terrasini è al vertice dell'organizzazione criminale locale ed è l'uomo più vicino alla Cupola e che, assieme ai suoi alleati, il banchiere Alfredo Ravanusa e la contessa Olga Camastra, ha organizzato un grosso traffico di droga internazionale, finanziato dal denaro dei clienti della banca di Ravanusa e poi "ripulito" nel gioco del riciclaggio del denaro dalle imprese legali della contessa.
Cattani, nel frattempo, si chiarisce con Altero, che diventa il suo più stretto collaboratore e, ottenuto dal procuratore della Repubblica Achille Bordonaro il mandato per indagare direttamente nei conti bancari, si procura in collaborazione con la Guardia di Finanza prove concrete circa i collegamenti tra il denaro della droga, le banche locali e la pubblica amministrazione.
Intanto la crisi latente del matrimonio di Corrado esplode, e per questo lui ed Else decidono di separarsi, e quest'ultima sceglie di tornare a vivere a Milano assieme alla figlia. Ma la ragazzina si oppone, a tal punto che Corrado decide di tenerla con sé. Un errore pagato caro. Paola, infatti, viene di lì a poco sequestrata dagli uomini di Terrasini, che può avvalersi del pericoloso esercito di Cosa Nostra.
Cattani, ormai sotto ricatto e in pena per la vita di sua figlia, appena dodicenne, è costretto a sottomettersi ai voleri della mafia: depista le sue stesse indagini, e consegna agli uomini di Terrasini i fascicoli con le prove contro di loro, che tanto faticosamente aveva raccolto nel giro di mesi e attraverso complesse investigazioni, e persino è costretto a ritrattare le accuse su Cirinnà, dichiarando davanti al giudice che la pistola con la quale il killer ha cercato di ucciderlo gliel'aveva messa in mano lui. E tutto ciò tra il disappunto di Altero e di tutti quelli che credevano in lui.
Inoltre Corrado viene costretto da Cirinnà ad allontanarsi da Titti, la quale sentendosi abbandonata di punto in bianco dall'uomo che amava e che la stava salvando dalla tossicodipendenza, sprofonda in una fortissima depressione, venendo ricoverata in una clinica psichiatrica; Corrado vorrebbe rivederla per poterle spiegare tutta la situazione, ma la ragazza è sorvegliata a vista dagli scagnozzi di Cirinnà ed è quindi inavvicinabile, prova dunque a mandare Anna a riferirle tutto, ma prima che questa riesca a raggiungerla, una notte Titti precipita giù dalla finestra della sua stanza, morendo sul colpo; la clinica liquida l'accaduto come un tragico suicidio volontario, mentre Cattani sospetta fortemente (ma non riuscirà mai a provarlo) che Titti sia stata uccisa per ordine di Cirinnà e Terrasini, il primo per averlo tradito con Cattani ed il secondo perché riteneva che la ragazza fosse divenuta ormai una testimone troppo scomoda.
Intanto Else, da Milano, non riesce a capire perché quando prova a telefonare alla figlia, Corrado trova sempre una scusa per non farle parlare, e così, insospettita, torna in Sicilia, e viene a conoscenza del sequestro di Paola.
Poche ore dopo, la ragazzina viene restituita ai genitori, ma il dramma è ormai compiuto: durante il sequestro, Paola è stata ripetutamente violentata ed ora è sprofondata in uno stato di grave choc, che le impedisce perfino di comunicare con il padre e la madre.
I Cattani, sconvolti, decidono di lasciare per sempre la Sicilia e si trasferiscono in Svizzera, dove Paola viene ricoverata in una clinica specializzata. Nel frattempo Terrasini, venuto a conoscenza delle violenze subite da Paola Cattani, fa ammazzare Santino, il killer del bar che aveva ucciso Leo De Maria nonché responsabile dell'abuso protratto contro Paola. Sante Cirinnà, in quanto colpevole di tale atrocità e arrestato nuovamente da Cattani, viene ucciso in carcere per impedirgli di accusare i suoi complici di fronte al procuratore Bordonaro. L'ordine viene da Gianfranco Laudeo, oscuro personaggio a capo di un'associazione massonica segreta alla quale, si scopre, è legato anche Terrasini, nonché il professor Cannito.
Cattani decide di prendere un periodo di aspettativa per poter stare vicino alla figlia.

## Episodi
La prima miniserie è divisa in 6 episodi di un'ora ciascuno. Le puntate domenicali erano singole, mentre quelle del lunedì erano in doppia lunghezza.